# Andrew McDonald (vattenpolospelare)
Andrew John "Drew" McDonald, född 19 oktober 1955 i Vancouver i British Columbia, är en kanadensiskfödd amerikansk vattenpolospelare. Han deltog i den olympiska vattenpoloturneringen i Los Angeles där USA tog silver. McDonald gjorde fyra mål i turneringen, varav två mot Nederländerna. Han har varit gift med simmaren Kim Peyton.
McDonald studerade vid Stanford University. Han var tilltänkt för det amerikanska landslaget redan vid olympiska sommarspelen 1980 men USA beslutade att bojkotta OS den gången.
McDonald gjorde åtta mål när USA vann vattenpoloturneringen vid panamerikanska spelen 1983 i Caracas.